# Луостари (аэродром)
Луостари — недействующий военный аэродром в Мурманской области, расположенный на западной окраине посёлка Корзуново, ранее бывшего частью посёлка Луостари, в четырёх километрах западнее железнодорожной станции Луостари.

## История
Во время Великой Отечественной войны аэродром использовался частями 5-го воздушного флота Люфтваффе. С мая 1942 года на аэродроме базировалась авиационная группа JG 5 Eismeer (Ледяное море) командира оберст-лейтенанта Хендрика Готтхарда. Аэродром использовался в качестве аэродрома подскока во время прохождения союзных конвоев бомбардировщиками Junkers Ju 88 и торпедоносцами Heinkel He 111.
В ходе Петсамо-Киркенесской наступательной операции аэродром был занят войсками 14-й армии Карельского фронта в октябре 1944 года. С 1945 года на аэродроме базировался 78-й истребительный авиационный Краснознаменный полк ВВС СФ 6-й истребительной авиационной дивизии ВВС СФ (впоследствии 91-й иад ВВС СФ) на самолётах P-39 Airacobra.
13 октября 1947 года на территории посёлка Луостари был сформирован отдельный авиационно-технический батальон ВВС Северного флота. Аэродром был перестроен.
С 1950 года 78-й истребительный авиационный Краснознаменный полк ВВС СФ передан в 122-ю истребительную авиационную Печенгскую дивизию ВВС СФ. Вместе с управлением дивизии на аэродром перебазировались:
- 768-й истребительный авиационный полк ВВС СФ (до июля 1949 года — 768-й истребительный авиационный полк ПВО) на самолётах Як-9[2];
- 769-й истребительный авиационный полк ВВС СФ (до июля 1949 года — 769-й истребительный авиационный полк ПВО) на самолётах Як-9[2].

В 1951 году все лётчики полков переучилсиь на самолёты МиГ-15, а в 1955 году только два полка: 768-й истребительный авиационный полк и 78-й истребительный авиационный Краснознаменный полк — на МиГ-17. В июне 1960 года, в связи со значительным сокращением вооружённых сил СССР, 122-я истребительная дивизия СФ и три её полка были расформированы.
В период с 1957 по 1960 годы после окончания училища в 769-м истребительном авиационном полку ВВС ВМФ проходил службу Юрий Гагарин.
С июня 1960 года на аэродроме стал базировался 912-й отдельный транспортный авиационный полк ВВС Северного флота (бывш. 72-я ОТАЭ СФ). Полк занимался транспортными перевозками в интересах командования Северного флота и ВВС флота, имея на вооружении самолёты МиГ-17, Як-12, С-2, Ли-2, Ил-14, Ан-8, Ан-14, Ан-2, Ан-12, Ан-24, Ан-26. С 1968 года по 1991 год экипажами полка выполнено около 200 полётов в страны Варшавского договора, Африки, Ближнего и Среднего Востока. Полк был расформирован в апреле 1993 года. На остатках полка была сформирована транспортная авиационная эскадрилья, которая перелетела на аэродром4 Североморск-1 и вошла в состав 403-го отдельного смешанного авиационного полка.
Также на аэродроме (даты требуют уточнения) базировалась 258-я отдельная вертолётная эскадрилья 26-го армейского корпуса ЛенВО с приданной ей ротой аэродромно-технического обеспечения. Эскадрилья была вооружена вертолётами Ми-8 и Ми-24К/Р. Расформирована в 90-х годах при ликвидации 26-го АК.
Часть личного состава как транспортного полка, так и вертолётной эскадрильи принимали участие в ликвидации последствий аварии на Чернобыльской атомной станции.
Некоторое время (уточнить) обеспечение аэродрома осуществляла 25-я авиационная комендатура ЛВО.
По состоянию на 2011-й год аэродром заброшен.
В 2020 году компания «Норникель» сообщила о планах возродить аэродром Корзуново и создать в Печенгском районе курорт мирового уровня, по аналогии с горным курортом «Роза Хутор».